# Geldbeutel

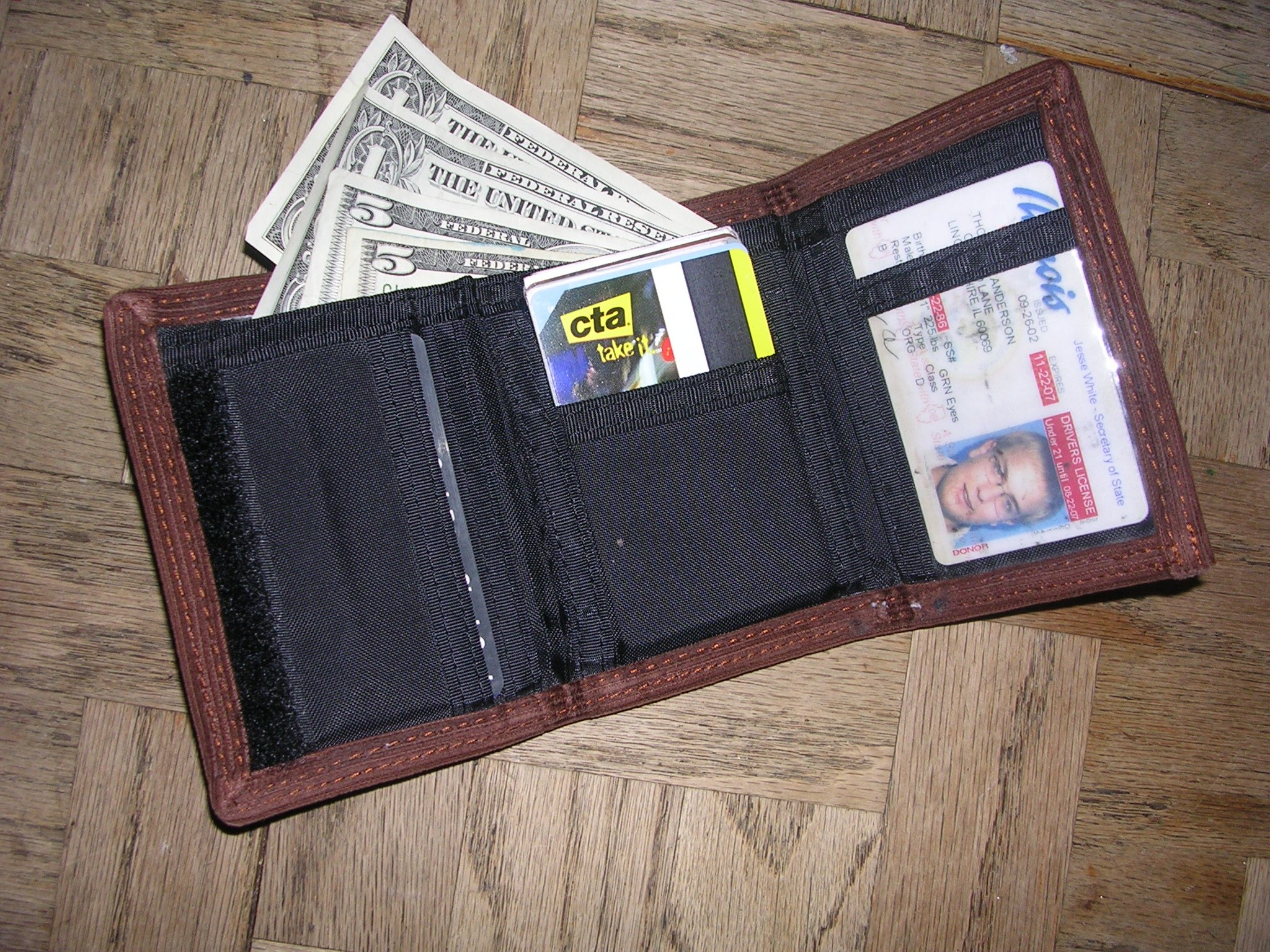
Brieftasche als eine Art des Geldbeutels

Ein Geldbeutel, auch Geldbörse, Portemonnaie /pɔrtmɔˈneː/, Portmonee /pɔrtmoˈneː/, Geldtasch, Brieftasche oder Geldsack, ist eine kleine Tasche oder ein Beutel, in dem in erster Linie Bargeld aufbewahrt wird.

## Geschichte

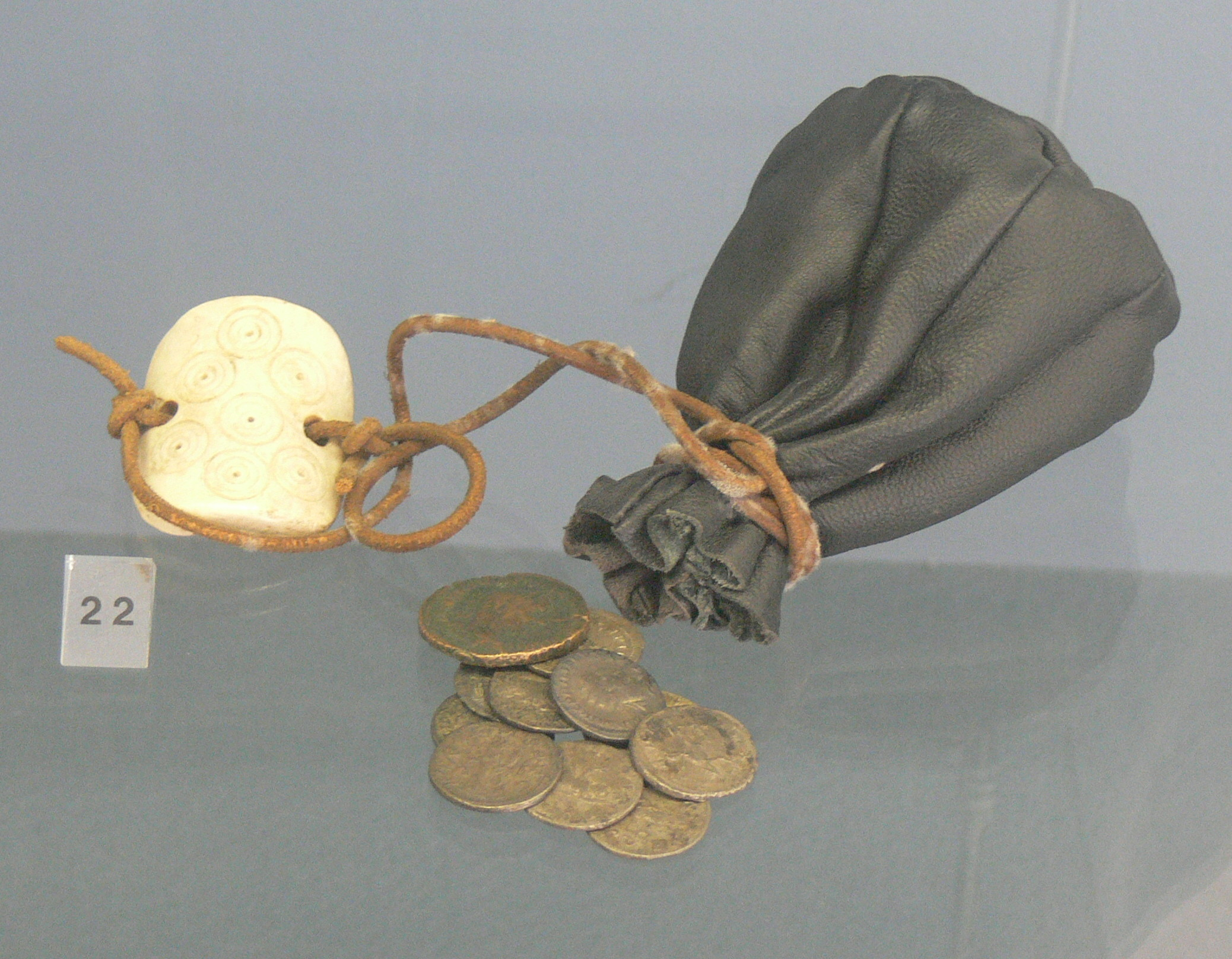
Modell eines römischen Geldbeutels

Ägyptische Hieroglyphen bilden taschenartige, um die Taille getragene Geldbeutel ab. Eine mit Hundezähnen verzierte Ledergeldbörse wurde nahe Leipzig in einem Grab gefunden und wird auf 2500 bis 2200 v. Chr. datiert.
In Gräbern königlicher Angelsachsen fand man reich verzierte Metallhüllen, 600 n. Chr. datiert, die ursprünglich Lederbörsen bedeckt hatten. Die städtischen Handelszentren des Römischen Reiches schließlich bedienten sich diverser Münzeinheiten als Zahlungsmittel. Überregionaler Handel sorgte für seine Verbreitung über Rom hinaus: So wertet die Wissenschaft der Numismatik fortlaufend historische Münzfunde wie Kleingeld aus Kupferlegierungen oder Silber aus, z. B. aus dem römischen Hafen von Gelduba. Solche spätrömischen Geldstücke sind Münzen des Klein- und Straßenhandels – sie wurden, anders als die wertvolleren Goldmünzen, im Geldbeutel mitgeführt.
Alternativen zur Geldbörse stellen Brieftaschen, Geldklammern, Geldgürtel, Brustbeutel, Almosenbeutel (franz. Aumonière) oder Bauchtaschen dar.
Der Almosenbeutel war ein kleiner, sichtbar getragener Geldbeutel für die Almosen (französisch Aumonière, von aumône – Almosen), während man die wertvollen Münzen woanders und verborgen aufbewahrte. Im Gegensatz zum meist geringen Wert des Inhalts handelte es sich dabei in der Regel um aufwendig verzierte, kleine Beutel aus kostbaren Materialien, die spätestens ab der Hochgotik in Mitteleuropa ein wichtiges Kleidungsaccessoire bildeten und zugleich der Repräsentation dienten.
Ende des 19. Jahrhunderts wurden kleine Geldbörsen aus miteinander verflochtenen Silberringen beliebt, die bis in das 20. Jahrhundert hinein in Mode blieben.

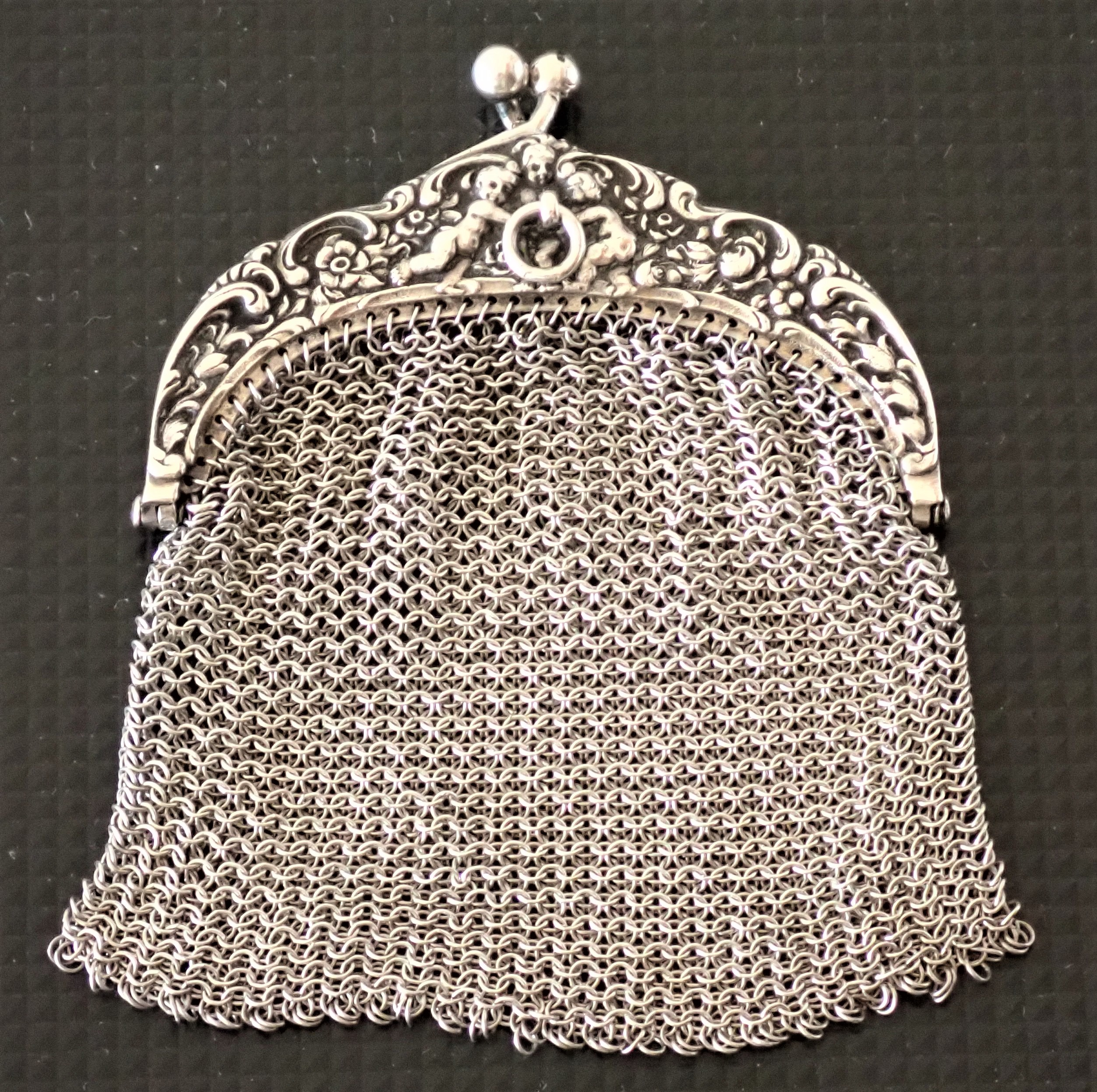
Silbergeldbörse aus Seeland (Niederlande), gefertigt Ende 19. Jahrhundert

## Formen

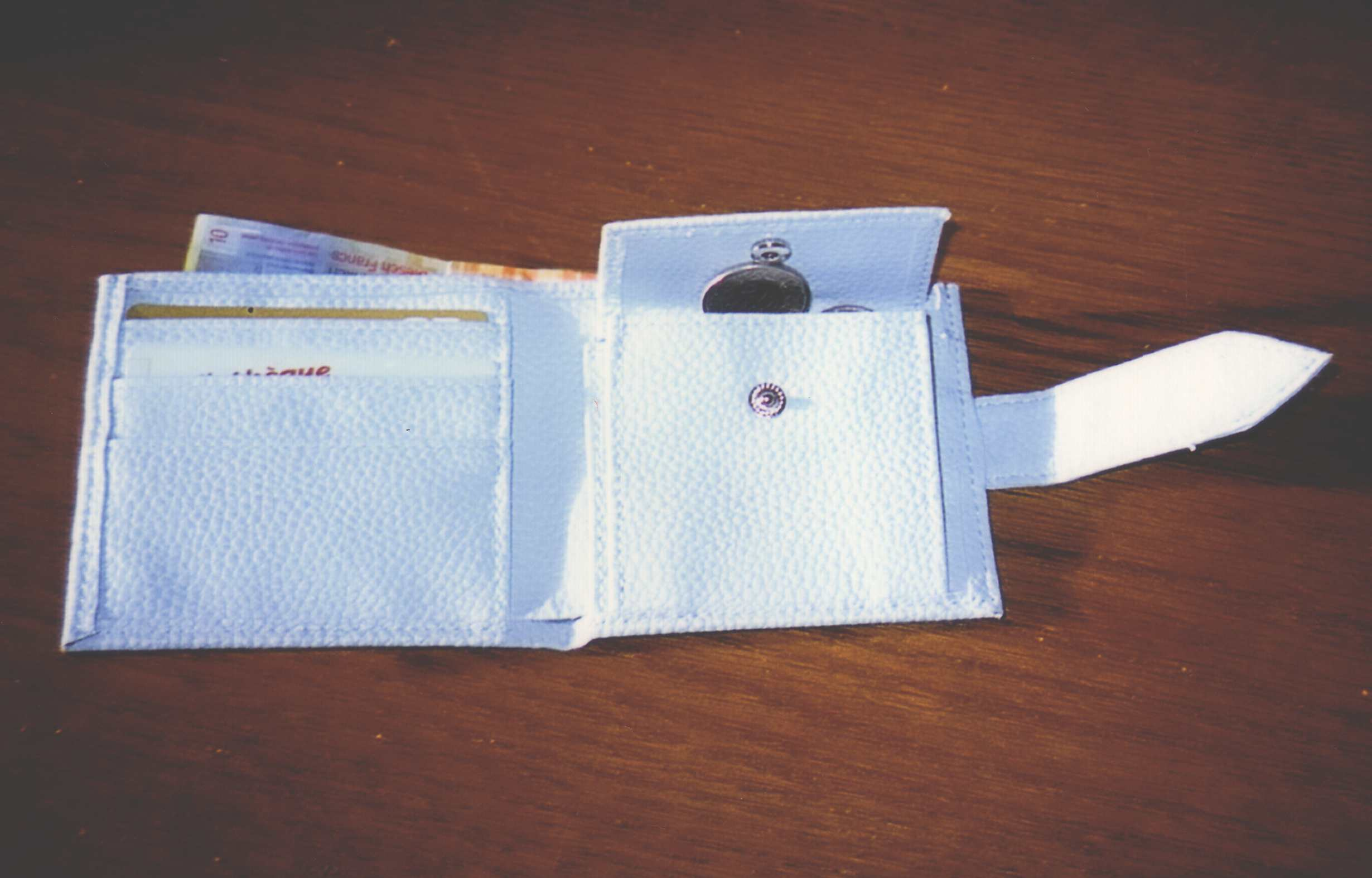
Damengeldbörse (enthält Schweizer Franken)

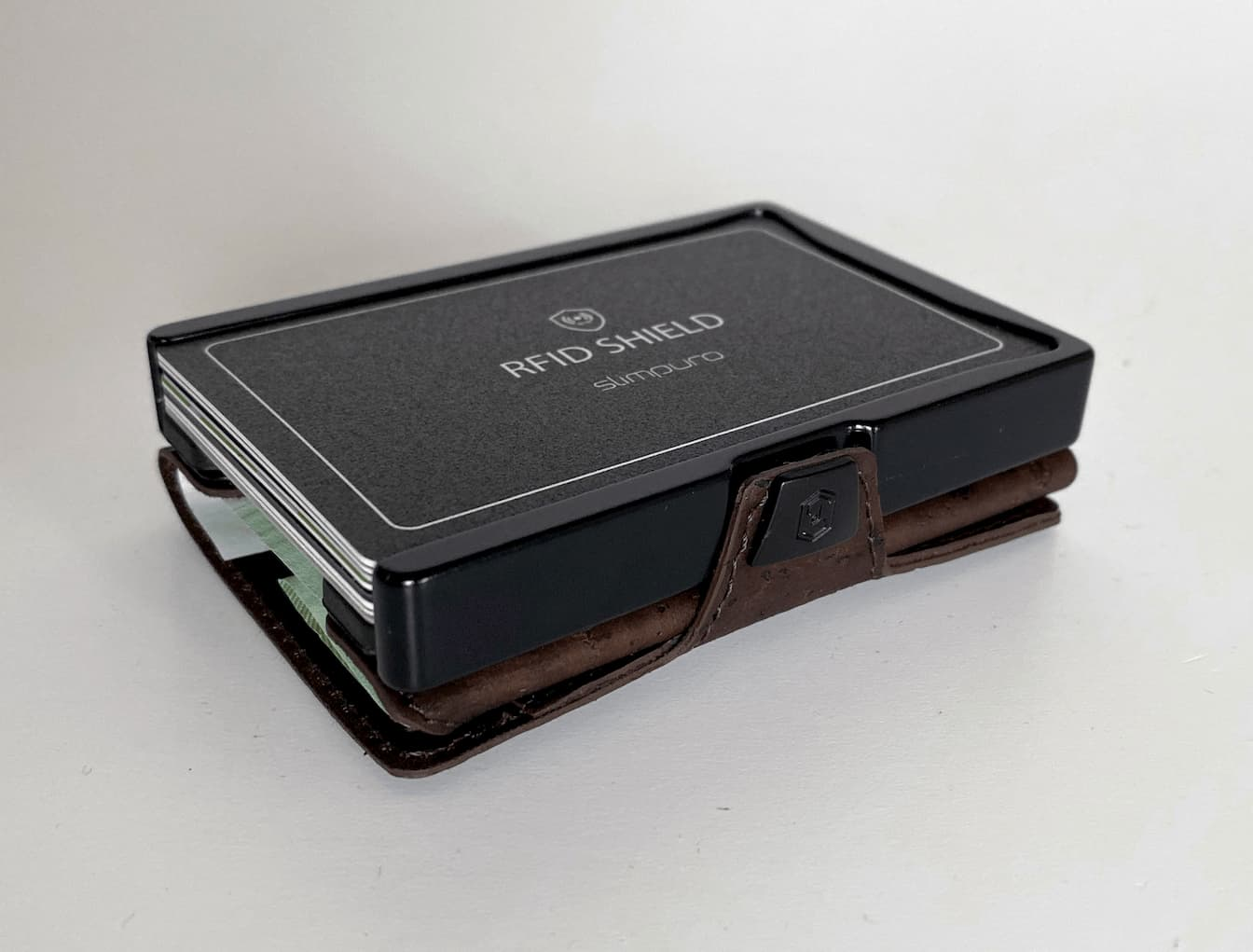
Kartenetui mit RFID-Schutz

Geldbörsen werden meist aus Leder oder Kunststoff hergestellt. Entsprechend den unterschiedlichen Anforderungen gibt es heute verschiedene Formen. Am weitesten verbreitet sind folgende:
- Hoch- oder querformatige sog. Herrengeldbörsen sind zusammenklappbar und messen im geschlossenen Zustand rund 12,5 cm × 10 cm. Geöffnet bieten sie auf ihrer gesamten Länge Platz für Geldscheine und enthalten weitere, eventuell ausklappbare Fächer für Kreditkarten, Visitenkarten und Ausweise. In Europa gehört (im Gegensatz zu den USA) ein Fach für Münzen zur üblichen Ausstattung. Manche Modelle enthalten anstatt des Faches für Banknoten eine Geldklammer. Solche Geldbörsen werden häufig in der Gesäßtasche der Hose getragen (die Gesäßtaschen von Hosen sind auf diese Maße abgestimmt), manchmal auch in einer Sakko-, Jacken- oder Manteltasche.
- Unter den sog. Damengeldbörsen existiert eine große Formen- und Farbenvielfalt. Viele Modelle ähneln in der Form den vorher beschriebenen Herrengeldbörsen, es gibt aber auch wesentlich größere Exemplare mit einem deutlich höheren Platzangebot. Auch die sogenannte Wiener Schachtel gehört zu den Damengeldbörsen und wird wie alle anderen meist in der Handtasche getragen.
- Eine Kellnergeldbörse oder Bedienungsgeldbörse ist ca. 20 cm × 12 cm groß und besitzt üblicherweise fünf bis acht Fächer für ungefaltete Geldscheine und ein sehr geräumiges Münzfach. Meist sind weitere Fächer für Notizblock, Ausweise und Ähnliches vorhanden. Die Kellnergeldbörse eignet sich vor allem für Personen, die größere Mengen von Geldscheinen und Münzen mit sich führen und darauf schnellen Zugriff benötigen (zum Beispiel Kellner, Taxifahrer oder Kurierfahrer). Die Kellnergeldbörse wird bei beruflichem Einsatz meist in einer Gürteltasche (einem speziellen Holster), von Männern auch in der Gesäßtasche der Hose getragen.
- Den Vorteil der Kellnergeldbörse, Papiergeld ungefaltet aufnehmen zu können, bieten auch die aus den USA stammenden Trucker wallets. Sie besitzen meist nur ein bis drei Scheinfächer und kein Münzfach, wodurch sie bei ähnlicher Größe wesentlich dünner sind als Kellnergeldbörsen. Trucker wallets sind zum Tragen in der Gesäßtasche der Hose bestimmt, zu ihrer Ausstattung gehört immer eine Kette zur Befestigung am Gürtel.
- Kleinformatige Kartenetuis, die in erster Linie zur Aufnahme von Kreditkarten und anderen Karten im sogenannten „Scheckkartenformat“ ausgelegt sind und möglichst klein und leicht sein sollen. Einige dieser Modelle verfügen zusätzlich über ein Münzfach, eine Geldklammer und einen RFID-Schutz[4], der die hinterlegten Karten vor einem unbefugten Auslesen schützen soll.

## Handwerk
Der Handwerksberuf ist der Feintäschner.

## Sonstiges
Die Begriffe, die für ein Portemonnaie verwendet werden, sind regional geprägt. Während die meisten Teile Deutschlands und der deutschsprachigen Schweiz Portemonnaie verwenden, ist Geldbeutel ein nur in Süddeutschland gebräuchlicher Ausdruck. Geldbörse wird hauptsächlich in Ostösterreich verwendet, Brieftasche im Kärntener und Tiroler Raum; im übrigen Österreich ist Geldtasche der häufigste Begriff.
In der Umgangssprache ist Geldsack ein abwertender Begriff für eine sehr wohlhabende Person.
In der Studentensprache des 19. Jahrhunderts wurde der Ausdruck Münzkabinett als Synonym für einen Geldbeutel gebraucht.
Der Geldbeutel ist heute das beliebteste Diebesgut bei Taschendieben (ein Beutelschneider ist ein Taschendieb, der sich auf die Entfernung von Geldbeuteln spezialisiert hat). Das vor allem bei Männern verbreitete Tragen der Geldbörse in der Gesäßtasche der Hose erleichtert Dieben ihre Arbeit sehr. Zur Vorbeugung vor Diebstahl können manche Herrengeldbörsen mit einer metallenen Kette an der Hose oder dem Gürtel befestigt werden, was insbesondere bei großen Exemplaren empfehlenswert ist, die ein Stück weit aus der Hosentasche herausstehen. Sicherer ist es, die Geldbörse in einer vorderen Hosentasche zu tragen, was allerdings häufig an zu wenig Platz oder an optischen Bedenken (deutliche Sichtbarkeit der Geldbörse von vorne) scheitert. In besonders gefährlichen Regionen kann das Tragen des Geldbeutels unter der Kleidung angebracht sein (z. B. Brusttasche).
Durch die Euroumstellung mussten sich viele Österreicher neue Brieftaschen beschaffen, da die Euroscheine größer sind als die früheren Schillingscheine. Auch die Münzfächer mancher Geldbörsen eigneten sich wegen zu geringer Festigkeit nicht für den Euro: Die sehr klein ausgeführten Münzen (Werte bis 10 Cent) fielen häufig aus dem geschlossenen Fach heraus, während die größeren Münzen (ab 50 Cent) wegen ihres hohen Gewichtes zu Beschädigungen der Geldbörse führten.